# Arketypon vaderi
Arketypon vaderi is een vliesvleugelig insect uit de familie Encyrtidae. De wetenschappelijke naam is voor het eerst geldig gepubliceerd in 2002 door Guerrieri & Noyes.